# Vikafjord
Der Vikafjord (norwegisch Vikafjorden) ist ein Seitenarm und der größte Zufluss des Veafjords in der norwegischen Provinz (Fylke) Vestland nordöstlich von Bergen.

## Geographie
Der 4,5 km lange Fjord liegt im Gebiet der Kommune Vaksdal. Sein letztes Teilstück zwischen der Einmündung in den Veafjord bei Stamnes im Westen und der Halbinsel Fethaugen und dem dortigen Niederen Bolstadstraumen (Nedre Bolstadstraumen) im Osten verläuft in Ost-West-Richtung und wird „der Sund“ („Sundet“) genannt. Östlich von Fethaugen liegt auf dem Nordufer die Gehöftgruppe Vik, die dem Fjord seinen Namen gibt. Am östlichen Ende des ab Fethaugen in südöstlicher Richtung verlaufenden Fjords liegt das Dorf Straume; dort verengt sich der Fjord zu dem weniger als 100 m breiten und nur 1,5 m tiefen Øvre Bolstadstraumen mit seiner sehr starken Gezeitenströmung. Der Bolstadstraumen wird von der 1963 eingeweihten, 133 m langen Bolstadstraumen-Brücke mit dem Fylkesvei 569 überquert.
Auf der Ostseite des Øvre Bolstadstraumens beginnt der erst 5 km nach Süden und dann etwa 7 km nach Osten verlaufende Bolstadfjord.

## Skipshelleren
Auf dem Südostufer des Vikafjords, nur wenige hundert Meter westlich der Bolstadstraumen-Brücke, befindet sich Skipshelleren, eine von der Steinzeit bis zur Eisenzeit intensiv als Abri genutzte, 15 tiefe und 30 m hohe Halbhöhle. Sieben Kulturschichten aus der Zeit von 5200 v. Chr. bis 1000 n. Chr. von zusammen 1,7 Meter Dicke wurden seit 1930 bei Ausgrabungen nachgewiesen.